# U.S. Route 425
La U.S. Route 425 è una strada statunitense a carattere nazionale che va da nord a sud, commissionata nel 1989. Il numero della strada è una violazione dello schema di numerazione dell'AASHTO, poiché fu costruita accanto alla U.S. Route 25.
Il termine settentrionale del percorso è a Pine Bluff (Arkansas), all'interscambio con l'interstatale 530, la U.S. Route 63, la U.S. Route 65 e la U.S. Route 79. Fino al 2005 il suo termine meridionale era a Bastrop (Louisiana), all'intersezione con la U.S. Route 165. Nel 2005 fu esteso fino a Natchez (Mississippi), all'intersezione con la U.S. Route 61.